# ريتشارد ماثياس
ريتشارد ماثياس (بالإنجليزية: Richard Mathias)‏ هو سياسي بريطاني (وحمل سابقاً جنسية المملكة المتحدة لبريطانيا العظمى وأيرلندا)، ولد في 1 يونيو 1863، وتوفي في 26 أكتوبر 1942. حزبياً، نشط في الحزب الليبرالي. في الانتخابات العمومية البريطانية في ديسمبر 1910 ‏، انتخب عضو برلمان المملكة المتحدة الـ30 عن دائرة شلتنهام (3 ديسمبر 1910 – 10 أبريل 1911).